# Калічівка (Чортків)
Калічівка (пол. Sieniakowa) — колишнє село в Україні, нині — частина міста Чорткова та однойменний мікрорайон.

## Історія
Село відоме з XVIII століття.

## Вулиці
- Верхня Сонячна
- Весняна
- Виговського
- Вишнева
- Вітовського
- Вітовського бічна
- Гагаріна
- Гранична
- Гранична бічна
- Гранична нова
- Івасюка
- Кармелюка
- Кобилянської
- Копичинецька
- Крушельницької
- Лисенка
- Нова
- Польова
- Садова
- Червоний Берег
- Яремчука

### Провулки
- Гранична
- Копичинецької

## Храми

### Греко-католицькі
- церква Преображення Господнього Ісуса Христа
- церква святого архангела Михаїла
- монастир ЧСВВ